# Big Bear City
Pour les articles homonymes, voir Big Bear (homonymie).
Big Bear City est un secteur non constitué en municipalité du comté de San Bernardino en Californie, aux États-Unis.
Big Bear City se situe à l'est du lac Big Bear et est entourée par la forêt nationale de San Bernardino.

## Démographie
| 1990  | 2000  | 2010   | - | - | - |
| ----- | ----- | ------ | - | - | - |
| 4 920 | 5 779 | 12 304 | - | - | - |